# FIFA Confederations Cup 1997
De FIFA Confederations Cup 1997 was het eerste toernooi onder de vlag van de FIFA nadat de 2 vorige edities gespeeld werden onder de naam Koning Fahd Cup. Deze editie werd georganiseerd door Saoedi-Arabië van 12 december tot en met 21 december 1997 en alle winnaars van de 4 verschillende continenten werden uitgenodigd. Het toernooi werd gewonnen door Brazilië die in de finale Australië met 6-0 versloeg. Brazilië was het eerste team dat zowel de FIFA Wereldkampioenschap voetbal 1994 won en de FIFA Confederations Cup 1997. Brazilië werd tevens kampioen van de Copa América van 1997. Dezelfde prestatie deed ook Frankrijk in 2001. In 2005 deed Brazilië het voor de tweede keer.

## Deelnemende landen

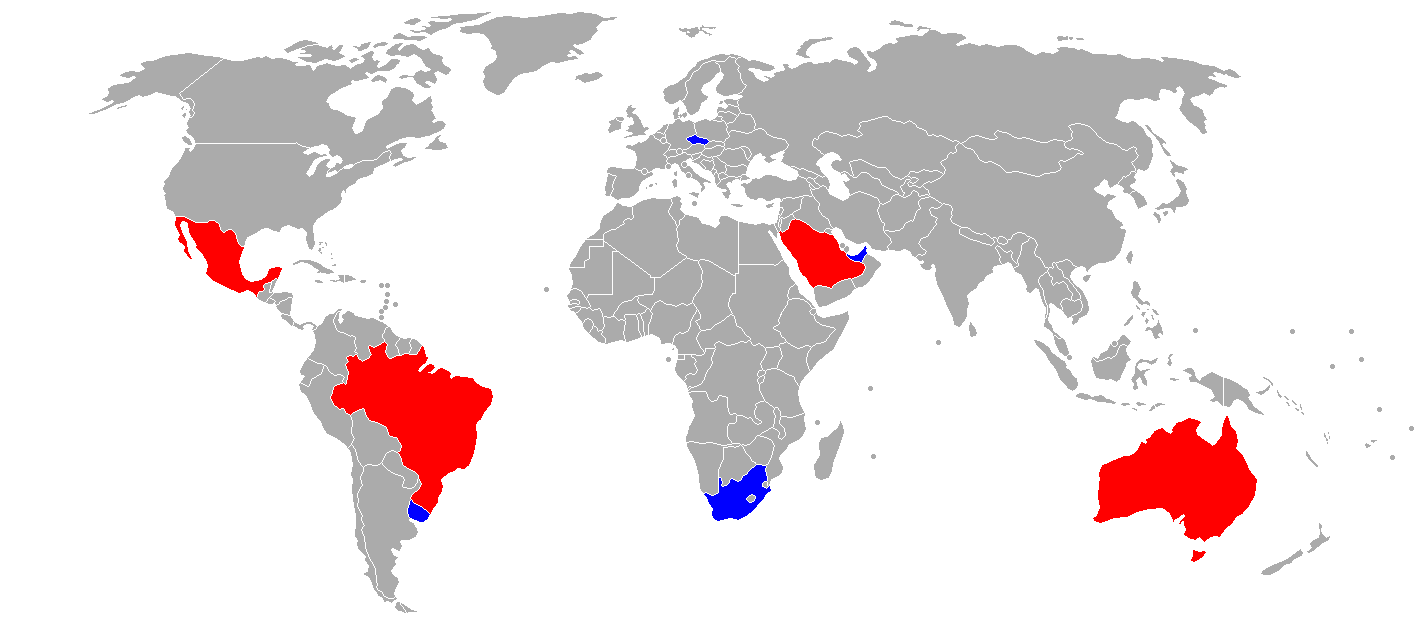
Overzicht van landen die deelnamen.
Groep A
Groep B

| Deelnemende landen (kwalificatie) |
| --- |
| Saoedi-Arabië (Gastland en winnaar AFC Asian Cup 1996) Zuid-Afrika (Winnaar African Cup of Nations 1996) Brazilië (Winnaar FIFA WK voetbal 1994) Australië (Winnaar OFC Nations Cup 1996) Tsjechië (Verliezend finalist EK voetbal 1996) Mexico (Winnaar CONCACAF Gold Cup 1996) Verenigde Arabische Emiraten (Verliezend finalist AFC Asian Cup 1996) Uruguay (Winnaar Copa América 1995) |

## Speelstad
| Riyad              |
| ------------------ |
| Koning Fahdstadion |
| Capaciteit: 67.000 |
|                    |

## Scheidsrechters
- Lucien Bouchardeau
- Javier Castrilli
- Nikolai Levnikov

- Ian McLeod
- René Ortubé
- Ramesh Ramdhan

- Pirom Un-Prasert
- Saad Mane

## Groepsfase

### Groep A
| Land          | Wed | Win | Gel | Ver | DV | DT | +/− | Pnt |
| ------------- | --- | --- | --- | --- | -- | -- | --- | --- |
| Brazilië      | 3   | 2   | 1   | 0   | 6  | 2  | +4  | 7   |
| Australië     | 3   | 1   | 1   | 1   | 3  | 2  | +1  | 4   |
| Mexico        | 3   | 1   | 0   | 2   | 8  | 6  | +2  | 3   |
| Saoedi-Arabië | 3   | 1   | 0   | 2   | 1  | 8  | –7  | 3   |

|                                                |               |                                           |          |                                                                                          |
| 12 december «onderlinge duels» 16:15 uur (AST) | Saoedi-Arabië | 0 – 3                                     | Brazilië | King Fahd II Stadium, Riyadh Toeschouwers: 45.000 Scheidsrechter: Nikolai Levnikov (RUS) |
| 12 december «onderlinge duels» 16:15 uur (AST) |               | 65' César Sampaio 74' Romário 81' Romário |          | King Fahd II Stadium, Riyadh Toeschouwers: 45.000 Scheidsrechter: Nikolai Levnikov (RUS) |

|                                                |                                                 |       |                           |                                                                                          |
| 12 december «onderlinge duels» 19:00 uur (AST) | Australië                                       | 3 – 1 | Mexico                    | King Fahd II Stadium, Riyadh Toeschouwers: 15.000 Scheidsrechter: Pirom Un-Prasert (THA) |
| 12 december «onderlinge duels» 19:00 uur (AST) | Mark Viduka 45' John Aloisi 61' Damien Mori 90' |       | 80' (pen.) Luis Hernández | King Fahd II Stadium, Riyadh Toeschouwers: 15.000 Scheidsrechter: Pirom Un-Prasert (THA) |

|                                                |               | |        |                                                                                    |
| 14 december «onderlinge duels» 17:50 uur (AST) | Saoedi-Arabië | 0 – 5 | Mexico | King Fahd II Stadium, Riyadh Toeschouwers: 15.000 Scheidsrechter: Ian McLeod (RSA) |
| 14 december «onderlinge duels» 17:50 uur (AST) |               | 19' Francisco Palencia 62' Francisco Palencia 70' Cuauhtémoc Blanco 71' Braulio Luna 78' Cuauhtémoc Blanco |        | King Fahd II Stadium, Riyadh Toeschouwers: 15.000 Scheidsrechter: Ian McLeod (RSA) |

|                                                |           |       |          |                                                                                            |
| 14 december «onderlinge duels» 20:00 uur (AST) | Australië | 0 – 0 | Brazilië | King Fahd II Stadium, Riyadh Toeschouwers: 15.000 Scheidsrechter: Lucien Bouchardeau (NGR) |
| 14 december «onderlinge duels» 20:00 uur (AST) |           |       |          | King Fahd II Stadium, Riyadh Toeschouwers: 15.000 Scheidsrechter: Lucien Bouchardeau (NGR) |

|                                                |                          |       |           |                                                                                          |
| 16 december «onderlinge duels» 17:50 uur (AST) | Saoedi-Arabië            | 1 – 0 | Australië | King Fahd II Stadium, Riyadh Toeschouwers: 20.000 Scheidsrechter: Javier Castrilli (ARG) |
| 16 december «onderlinge duels» 17:50 uur (AST) | Mohammed Al-Khilaiwi 40' |       |           | King Fahd II Stadium, Riyadh Toeschouwers: 20.000 Scheidsrechter: Javier Castrilli (ARG) |

|                                                |                                                   |       |                                               |                                                                                          |
| 16 december «onderlinge duels» 20:00 uur (AST) | Brazilië                                          | 3 – 2 | Mexico                                        | King Fahd II Stadium, Riyadh Toeschouwers: 20.000 Scheidsrechter: Pirom Un-Prasert (THA) |
| 16 december «onderlinge duels» 20:00 uur (AST) | Romário 41' (pen.) Denílson 58' Junior Baiano 66' |       | 11' Cuauhtémoc Blanco 77' Jesús Ramón Ramirez | King Fahd II Stadium, Riyadh Toeschouwers: 20.000 Scheidsrechter: Pirom Un-Prasert (THA) |

### Groep B
| Land        | Wed | Win | Gel | Ver | DV | DT | +/− | Pnt |
| ----------- | --- | --- | --- | --- | -- | -- | --- | --- |
| Uruguay     | 3   | 3   | 0   | 0   | 8  | 4  | +4  | 9   |
| Tsjechië    | 3   | 1   | 1   | 1   | 9  | 5  | +4  | 4   |
| VA Emiraten | 3   | 1   | 0   | 2   | 2  | 8  | –6  | 3   |
| Zuid-Afrika | 3   | 0   | 1   | 2   | 5  | 7  | –1  | 1   |

|                                                |             |                                           |         |                                                                                       |
| 13 december «onderlinge duels» 17:50 uur (AST) | VA Emiraten | 0 – 2                                     | Uruguay | King Fahd II Stadium, Riyadh Toeschouwers: 4.000 Scheidsrechter: Ramesh Ramdhan (T&T) |
| 13 december «onderlinge duels» 17:50 uur (AST) |             | 47' Nicolás Olivera 90+2' Antonio Pacheco |         | King Fahd II Stadium, Riyadh Toeschouwers: 4.000 Scheidsrechter: Ramesh Ramdhan (T&T) |

|                                                |                                           |       |                                         |                                                                                         |
| 13 december «onderlinge duels» 20:00 uur (AST) | Zuid-Afrika                               | 2 – 2 | Tsjechië                                | King Fahd II Stadium, Riyadh Toeschouwers: 7.500 Scheidsrechter: Javier Castrilli (ARG) |
| 13 december «onderlinge duels» 20:00 uur (AST) | Brendan Augustine 39' Helman Mkhalele 86' |       | 19' Vladimír Šmicer 40' Vladimír Šmicer | King Fahd II Stadium, Riyadh Toeschouwers: 7.500 Scheidsrechter: Javier Castrilli (ARG) |

|                                                |                   |       |             |                                                                                     |
| 15 december «onderlinge duels» 17:50 uur (AST) | VA Emiraten       | 1 – 0 | Zuid-Afrika | King Fahd II Stadium, Riyadh Toeschouwers: 11.000 Scheidsrechter: René Ortubé (BOL) |
| 15 december «onderlinge duels» 17:50 uur (AST) | Hassan Mubarak 5' |       |             | King Fahd II Stadium, Riyadh Toeschouwers: 11.000 Scheidsrechter: René Ortubé (BOL) |

|                                                |                 |       |                                          |                                                                                  |
| 15 december «onderlinge duels» 20:00 uur (AST) | Tsjechië        | 1 – 2 | Uruguay                                  | King Fahd II Stadium, Riyadh Toeschouwers: 9.000 Scheidsrechter: Saad Mane (KUW) |
| 15 december «onderlinge duels» 20:00 uur (AST) | Horst Siegl 89' |       | 26' Nicolás Olivera 88' Marcelo Zalayeta | King Fahd II Stadium, Riyadh Toeschouwers: 9.000 Scheidsrechter: Saad Mane (KUW) |

|                                                |                      |       | |                                                                                    |
| 17 december «onderlinge duels» 17:50 uur (AST) | VA Emiraten          | 1 – 6 | Tsjechië | King Fahd II Stadium, Riyadh Toeschouwers: 8.000 Scheidsrechter: René Ortubé (BOL) |
| 17 december «onderlinge duels» 17:50 uur (AST) | Adnan Al-Talyani 78' |       | 11' (e.d.) Mohamed Al-Zahiri 22' Pavel Nedvěd 31' Pavel Nedvěd 42' Vladimír Šmicer 68' Vladimír Šmicer 71' Vladimír Šmicer | King Fahd II Stadium, Riyadh Toeschouwers: 8.000 Scheidsrechter: René Ortubé (BOL) |

|                                                |                                                                          |       |                                                         |                                                                                       |
| 17 december «onderlinge duels» 20:00 uur (AST) | Uruguay                                                                  | 4 – 3 | Zuid-Afrika                                             | King Fahd II Stadium, Riyadh Toeschouwers: 8.000 Scheidsrechter: Ramesh Ramdhan (T&T) |
| 17 december «onderlinge duels» 20:00 uur (AST) | Darío Silva 12' Álvaro Recoba 42' Darío Silva 66' Christian Callejas 90' |       | 11' Lucas Radebe 70' Helman Mkhalele 77' Pollen Ndlanya | King Fahd II Stadium, Riyadh Toeschouwers: 8.000 Scheidsrechter: Ramesh Ramdhan (T&T) |

## Knock-outfase
|  | halve finale         | halve finale         |   |                      | finale               | finale |
|  |                      |                      |   |                      |                      |        |
|  | 19 december – Riyadh |                      |   |                      |                      |        |
|  | Brazilië             | 2                    |   |                      |                      |        |
|  | Tsjechië             | 0                    |   |                      |                      |        |
|  |                      |                      |   |                      |                      |        |
|  |                      |                      |   |                      | 21 december – Riyadh |        |
|  |                      |                      |   |                      | Brazilië             | 6      |
|  |                      | Australië            | 0 |                      |                      |        |
|  |                      |                      |   |                      |                      |        |
|  |                      |                      |   |                      | derde plaats         |        |
|  | 19 december – Riyadh | 19 december – Riyadh |   | 21 december – Riyadh | 21 december – Riyadh |        |
|  | Uruguay              | 0                    |   | Tsjechië             | 1                    |        |
|  | Australië            | 1                    |   |                      | Uruguay              | 0      |

### Halve finale
|                                                |                         |       |          |                                                                                            |
| 19 december «onderlinge duels» 15:15 uur (AST) | Brazilië                | 2 – 0 | Tsjechië | King Fahd II Stadium, Riyadh Toeschouwers: 28.000 Scheidsrechter: Lucien Bouchardeau (NGR) |
| 19 december «onderlinge duels» 15:15 uur (AST) | Romário 54' Ronaldo 83' |       |          | King Fahd II Stadium, Riyadh Toeschouwers: 28.000 Scheidsrechter: Lucien Bouchardeau (NGR) |

|                                                |         |                  |           |                                                                                          |
| 19 december «onderlinge duels» 19:00 uur (AST) | Uruguay | 0 – 1 (n.v.)     | Australië | King Fahd II Stadium, Riyadh Toeschouwers: 22.000 Scheidsrechter: Nikolai Levnikov (RUS) |
| 19 december «onderlinge duels» 19:00 uur (AST) |         | 92' Harry Kewell |           | King Fahd II Stadium, Riyadh Toeschouwers: 22.000 Scheidsrechter: Nikolai Levnikov (RUS) |

### Troostfinale
|                                                |                   |           |         |                                                                                            |
| 21 december «onderlinge duels» 17:50 uur (AST) | Tsjechië          | 1 – 0     | Uruguay | King Fahd II Stadium, Riyadh Toeschouwers: 27.000 Scheidsrechter: Lucien Bouchardeau (NGR) |
| 21 december «onderlinge duels» 17:50 uur (AST) | Edvard Lasota 63' | (verslag) |         | King Fahd II Stadium, Riyadh Toeschouwers: 27.000 Scheidsrechter: Lucien Bouchardeau (NGR) |

### Finale
|                                                |                                                                                |           |           |                                                                                          |
| 21 december «onderlinge duels» 21:00 uur (AST) | Brazilië                                                                       | 6 – 0     | Australië | King Fahd II Stadium, Riyadh Toeschouwers: 65,000 Scheidsrechter: Pirom Un-Prasert (THA) |
| 21 december «onderlinge duels» 21:00 uur (AST) | Ronaldo 15' Ronaldo 27' Romário 38' Romário 53' Ronaldo 59' Romário 75' (pen.) | (verslag) |           | King Fahd II Stadium, Riyadh Toeschouwers: 65,000 Scheidsrechter: Pirom Un-Prasert (THA) |

| FIFA Confederations Cup 1997 |
| ---------------------------- |
| BRAZILIË 1ste titel          |

## Topscorers
7 doelpunten
- Romário

5 doelpunten
- Vladimír Šmicer

4 doelpunten
- Ronaldo